# Erebia pauperrima
Erebia pauperrima är en fjärilsart som beskrevs av Vorbrodt 1916. Erebia pauperrima ingår i släktet Erebia och familjen praktfjärilar. Inga underarter finns listade i Catalogue of Life.